# Hylephila fasciolata
Hylephila fasciolata is een vlinder uit de familie van de dikkopjes (Hesperiidae). De wetenschappelijke naam van de soort is voor het eerst geldig gepubliceerd in 1852 door Émile Blanchard.